# Bignicourt-sur-Saulx

Bignicourt-sur-Saulx este o comună în departamentul Marne, Franța. În 2009 avea o populație de 170 de locuitori.